# Nagroda im. Cypriana Kamila Norwida
Nagroda Samorządu Województwa Mazowieckiego im. Cypriana Kamila Norwida – nagroda ustanowiona w roku 2001 przez Samorząd Województwa Mazowieckiego. Przyznawana jest corocznie w dziedzinach: literatura, muzyka, sztuki plastyczne i teatr (za dzieło bądź kreację powstałe w roku poprzedzającym), artystom tworzącym na Mazowszu. Ponadto od roku 2005 przyznawana jest Nagroda „Dzieło życia” za całokształt twórczości.
Celem nagrody jest przede wszystkim ukazywanie i promocja wybitnych dzieł i artystów tworzących na Mazowszu.
Kandydatów do nagrody mogą zgłaszać działające na terenie województwa mazowieckiego oraz aktywne w danej dziedzinie instytucje kultury, oddziały ogólnopolskich stowarzyszeń twórczych, uczelnie wyższe, wydawnictwa, redakcje, a także twórcy indywidualni. W przypadku Nagrody „Dzieło życia” kandydatów zgłaszać mogą również mieszkańcy województwa mazowieckiego.
Przewodniczący Sejmiku Województwa Mazowieckiego, na ręce którego wpływają kandydatury do nagrody, powołuje pięć kapituł, w skład których wchodzą: wybitni twórcy, teoretycy i krytycy sztuki, autorytety świata sztuki w poszczególnych dziedzinach. Kapituły wyłaniają 12 nominowanych (po 3 twórców w każdej dziedzinie sztuki) oraz laureata Nagrody „Dzieło życia”. Decyzja kapituł ogłaszana jest na konferencji prasowej. Na gali wręczenia nagród, która teoretycznie odbywa się w dniu urodzin Poety – 24 września, przedstawiciele kapituł ogłaszają nazwiska laureatów w poszczególnych dziedzinach sztuki.
Laureaci otrzymują statuetkę Norwidowską, dyplom oraz 20 tys. zł, a w przypadku laureata Nagrody „Dzieło życia” 25 tys. zł.

## Laureaci poszczególnych edycji
Nagrodę „Dzieło życia” otrzymali:
- 2005: Andrzej Sadowski
- 2006: Tadeusz Konwicki
- 2007: Jan Ekier
- 2008: Erwin Axer
- 2009: Danuta Szaflarska
- 2010: Antoni Wit
- 2011: Wiesław Michnikowski
- 2012: Andrzej Łapicki
- 2013: Julia Hartwig
- 2014: Jerzy Maksymiuk
- 2015: Stefan Gierowski
- 2016: Jan Kobuszewski
- 2017: Jacek Bocheński
- 2018: Piotr Paleczny
- 2019: Adam Myjak
- 2020: Marek Gaszyński
- 2021: Józef Hen[2]
- 2022: Andrzej Seweryn[3]
- 2023: Maja Komorowska[4]
- 2024: Wiesław Ochman[5]
- 2025: Jan Englert[6]

Nagrodę w kategorii Literatura otrzymali:
- 2002: Piotr Kuncewicz za książkę Goj patrzy na Żyda – dzieje braterstwa i nienawiści od Abrahama po współczesność, wyd. Kopia
- 2003: Krzysztof Gąsiorowski za tom esejów Norwid – wieszcz sufler, wyd. STRON2
- 2004: Zbigniew Sudolski za książkę Norwid. Opowieść biograficzna, wyd. Ancher
- 2005: Bohdan Urbankowski za monografię Poeta, czyli człowiek zwielokrotniony. Szkice o Zbigniewie Herbercie, Radom 2004
- 2006: Marek Wawrzkiewicz za dwa tomy poezji: Coraz cieńsza nić, wyd. Studio EMKA i Dwanaście listów, wyd. Astra
- 2007: Henryk Bardijewski za zbiór opowiadań Dzikie Anioły, Państwowy Instytut Wydawniczy
- 2008: Kazimierz Świegocki za książkę Norwid i poeci Powstania Warszawskiego, Instytut Wydawniczy PAX
- 2009: Ernest Bryll za książkę Trzecia nad ranem. Wiersze z lat 2006–2007, wyd. Księgarnia św. Jacka.
- 2010: Krystyna Kolińska za książkę Szaniawski. Zawsze tajemniczy, Państwowy Instytut Wydawniczy
- 2011: Krzysztof Boczkowski za tom wierszy Dźwięki i echo, wyd. Adam Marszałek
- 2012: Piotr Müldner-Nieckowski za książkę poetycką Park, wyd. AULA
- 2013: Jerzy Górzański za zbiór wierszy Festyn, wyd. Nowy Świat
- 2014: Janusz Drzewucki za tom wierszy Dwanaście dni, wyd. Iskry
- 2015: Bohdan Zadura za tom poetycki Kropka nad i, wyd. Biuro Literackie
- 2016: Uta Przyboś za zbiór wierszy Prosta, wyd. Forma
- 2017: Dariusz Suska za tom poetycki Ściszone nagle życie, wyd. Znak
- 2018: Wojciech Chmielewski za powieść Belweder gryzie w rękę, wyd. Iskry
- 2019: Wiesław Myśliwski za książkę Ucho igielne, wyd. Znak
- 2020: Anna Piwkowska za książkę poetycką Między monsunami, wyd. Znak
- 2021: Maria Karpińska za zbiór opowiadań Żywopłoty, wyd. W.A.B
- 2022: Jakub Małecki za powieść Święto ognia, wyd. SQN
- 2023: Anna Piwkowska za tom poetycki Furtianie, Społeczny Instytut Wydawniczy „Znak”
- 2024: Tomasz Tyczyński za zbiór opowiadań Nieuzasadnione poczucie szczęścia, Wydawnictwo Nisza

Nagrodę w kategorii Sztuki Plastyczne otrzymali:
- 2002: Adam Myjak i Antoni Janusz Pastwa za rzeźbę Kwadryga z Apollinem
- 2003: Boris Kudlička za scenografię do opery Don Giovanni Wolfganga A. Mozarta
- 2004: Aleksandra Jachtoma za wystawę Czas przemieniony w kolor, w Galerii Studio
- 2005: Maryla Sitkowska i Grzegorz Kowalski za przygotowanie wystawy Powinność i bunt, Zachęta
- 2006: Roman Owidzki za wystawę prezentującą całokształt twórczości, Galeria Studio
- 2007: Jacek Sempoliński za wystawę Cava di pietre, cranio, Galeria Studio
- 2008: Barbara Falender za wystawę retrospektywną Barbara Falender w Centrum Rzeźby Polskiej w Orońsku
- 2009: Wojciech Fangor za instalację przestrzenną Sygnatury w Centrum Rzeźby Polskiej w Orońsku
- 2010: Tadeusz Dominik za wystawę Tadeusz Dominik. Za oknem jest ogród, Królikarnia w Warszawie
- 2011: Krzysztof Gierałtowski za wystawę Indywidualności polskie
- 2012: Mirosław Bałka za wystawę Fragment (projekcje wideo w przestrzeni), Centrum Sztuki Współczesnej w Warszawie
- 2013: Leon Tarasewicz za wystawę dokumentującą pracę Mistrza w galerii Spokojna oraz galerii otwartej Domu Polonii na Krakowskim Przedmieściu
- 2014: Grzegorz Moryciński za wystawę retrospektywną Lustra ciszy. Malarstwo i poezja Grzegorza Morycińskiego, Muzeum Literatury im. Adama Mickiewicza w Warszawie
- 2015: Paweł Nowak za dwie wystawy indywidualne: Transfusion wraz z wręczeniem nagrody kwartalnika EXIT w Galerii Promocyjnej w Warszawie oraz …Tętno…083 bpm zbiór prac 2008-2014 w Nieformalnej Galerii Studio w Warszawie
- 2016: Boris Kudlička za scenografie do oper Powder Her Face i Salome, Teatr Wielki – Opera Narodowa w Warszawie
- 2017: Kazimierz Gustaw Zemła za wystawę Wrota Miłosierdzia, Muzeum Archidiecezji Warszawskiej
- 2018: Jan Kucz i Antoni Janusz Pastwa za wystawę Kucz/Pastwa, galeria Salon Akademii w Warszawie
- 2019: Leon Tarasewicz za wystawę Jerozolima, Galeria Foksal w Warszawie
- 2020: Stanisław Wieczorek za dwie wystawy grafiki, Galeria Sztuki na Prostej w Jabłonnie
- 2021: Xawery Wolski za rewitalizację dworu w Dańkowie i stworzenie na jego terenie galerii sztuki współczesnej
- 2022: Piotr Szulkowski za wystawę Interpretacje dyscyplin olimpijskich, Galeria -1 w Centrum Olimpijskim w Warszawie
- 2023: Anna Beata Wątróbska-Wdowiarska za wystawę monograficzną Iluzja w przestrzeni. Anna Beata Wątróbska-Wdowiarska. Medalierstwo i rzeźba w Muzeum Mazowieckim w Płocku
- 2024: Marek Wojciech Druszcz za wystawę fotograficzną Obiektywnie w Galerii „Hugonówka” w Konstancińskim Domu Kultury

Nagrodę w kategorii Teatr otrzymali:
- 2002: Teresa Budzisz-Krzyżanowska za przygotowanie i realizację cyklu spotkań z poezją Cypriana Norwida
- 2003: Mariusz Treliński za reżyserię opery Don Giovani, Teatr Wielki w Warszawie
- 2004: Jerzy Grzegorzewski za adaptację, reżyserię i scenografię sztuki Hamlet Stanisława Wyspiańskiego, Teatr Narodowy
- 2005: Gustaw Holoubek za Edypa Sofoklesa, Teatr Ateneum w Warszawie, premiera 2004
- 2006: Zbigniew Zapasiewicz za rolę Leona w spektaklu Kosmos Witolda Gombrowicza, w reżyserii Jerzego Jarockiego, Teatr Narodowy w Warszawie
- 2007: Piotr Fronczewski za rolę Porfirego w spektaklu Zbrodnia i kara Fiodora Dostojewskiego, Teatr Ateneum w Warszawie
- 2008: Danuta Szaflarska za rolę Babki w przedstawieniu Daily soup w reż. Małgorzaty Bogajewskiej, Teatr Narodowy w Warszawie
- 2009: Franciszek Pieczka za rolę Ala Lewisa w spektaklu Słoneczni Chłopcy w reż. Macieja Wojtyszki, Teatr Powszechny w Warszawie.
- 2010: Agnieszka Glińska za reżyserię przedstawienia Lekkomyślna siostra, Teatr Narodowy w Warszawie
- 2011: Iwan Wyrypajew za reżyserię spektaklu Taniec Delhi, Teatr Narodowy w Warszawie
- 2012: Jan Englert za reżyserię dramatu Udręka życia, Teatr Narodowy w Warszawie
- 2013: Michał Zadara za reżyserię spektaklu Aktor Cypriana Kamila Norwida, Teatr Narodowy w Warszawie
- 2014: Stanisława Celińska za rolę Jacqueline Bonbon w Kabarecie Warszawskim oraz płytę Nowa Warszawa, Nowy Teatr w Warszawie
- 2015: Maciej Wojtyszko za autorstwo i reżyserię dramatu Dowód na istnienie drugiego, Teatr Narodowy w Warszawie
- 2016: Janusz Gajos za monodram Msza za miasto Arras, Teatr Narodowy w Warszawie
- 2017: Maciej Prus za reżyserię spektaklu Madame de Sade, Teatr Narodowy w Warszawie
- 2018: Marian Opania za tytułową rolę w spektaklu Ojciec, Teatr Ateneum w Warszawie
- 2019: Krystyna Janda za rolę w spektaklu Zapiski z wygnania Sabiny Baral, Teatr Polonia w Warszawie
- 2020: Grzegorz Jarzyna za reżyserię, adaptację i scenografię spektaklu Inni Ludzie według tekstu Doroty Masłowskiej, TR Warszawa
- 2021: Danuta Stenka za rolę Charlotty w spektaklu Sonata jesienna, Teatr Narodowy w Warszawie
- 2022: Krzysztof Warlikowski za reżyserię spektaklu Odyseja. Historia dla Hollywoodu, Nowy Teatr w Warszawie
- 2023: Anna Wieczur za reżyserię spektaklu Sztuka intonacji, Teatr Dramatyczny m.st. Warszawy
- 2024: Piotr Cieplak za reżyserię spektaklu Czekając na Godota Samuela Becketta na Scenie Studio Teatru Narodowego w Warszawie

Nagrodę w kategorii Muzyka otrzymali:
- 2002: Kazimierz Kord za zorganizowanie i poprowadzenie sezonu jubileuszowego 100-lecia Filharmonii Narodowej 2001/2002 r
- 2003: Krzysztof Knittel za cykl Pieśni Norwidowe, prapremiera 24 września 2001 r.
- 2004: Henryk Gadomski za opracowanie, z rękopisów ks. Władysława Skierkowskiego, trzytomowego dzieła Puszcza Kurpiowska w pieśni
- 2005: Jacek Kaspszyk za muzyczną i dyrygencką kreację symfonii II i IV Witolda Lutosławskiego w wykonaniu Orkiestry Symfonicznej Filharmonii Narodowej podczas 47. Międzynarodowego Festiwalu Muzyki Współczesnej „Warszawska Jesień”
- 2006: Władysław Słowiński za koncepcję, kierownictwo artystyczne i organizację festiwalu Warszawskie Spotkania Muzyczne
- 2007: Olga Pasiecznik za wykonanie unikalnego cyklu pieśni Mozarta
- 2008: Andrzej Bieńkowski za wydane w formie płytowej i książkowej: Czas harmonii. Pierwsi harmoniści z serii Muzyka odnaleziona 2 oraz Mety grają! Kapela z Gliny z serii Muzyka odnaleziona 3, wyd. muzyka Odnaleziona
- 2009: Jadwiga Mackiewicz za rekordowy 49. sezon Koncertów dla dzieci w Filharmonii Narodowej – Niedzielne Spotkania z Ciocią Jadzią
- 2010: Henryk Wojnarowski za nagranie Mszy Stanisława Moniuszki, wyd. DUX
- 2011: Alicja Knast za fundamentalny wkład i doprowadzenie do otwarcia w 2010 r. Muzeum Fryderyka Chopina w Warszawie
- 2012: Janusz Marynowski za festiwal Szalone Dni Muzyki Les Titans, Teatr Wielki – Opera Narodowa w Warszawie
- 2013: Łukasz Borowicz za nagranie albumu płytowego Piotra Beczały Twoim jest serce me. W hołdzie Richardowi Tauberowi z Royal Philharmonic Orchestra, wyd. Deutsche Grammophon
- 2014: Anna Jędrychowska za doprowadzenie do uzyskania Złotego Certyfikatu Profesjonalnego UTW w 2013 roku przez Warszawski Uniwersytet Trzeciego Wieku im. F. Chopina – w dziesięciolecie istnienia placówki
- 2015: Stanisław Leszczyński za X autorski międzynarodowy Festiwal Chopin i Jego Europa w Warszawie
- 2016: Artur Szklener za XVII Międzynarodowy Konkurs Pianistyczny im. Fryderyka Chopina
- 2017: Paweł Mykietyn za operę Czarodziejska Góra, Warszawska Jesień 2016
- 2018: Maria Pomianowska za kierownictwo artystyczne Festiwalu Skrzyżowanie Kultur – 2017
- 2019: Janusz Wawrowski za wykonanie i rekonstrukcję Koncertu skrzypcowego Ludomira Różyckiego na skrzypcach Stradivariusa „Polonia”
- 2020: Paweł Mykietyn za II koncert na wiolonczelę i orkiestrę symfoniczną
- 2021: Malina Sarnowska za autorski miniserial Bazylek w Sinfonii Varsovii
- 2022: Mariusz Godlewski za drugi tom nagrania Pieśni Stanisława Moniuszki (Moniuszko. Pieśni) oraz kreację Podczaszyca w nagraniu Hrabiny (Moniuszko. Hrabina)
- 2023: Patryk Walczak za rolę Księcia Alberta w balecie Giselle, Teatr Wielki – Opera Narodowa w Warszawie
- 2024: Maciej Grzybowski za koncepcję i realizację 8. Festiwalu muzycznego Trzy-Czte-Ry Konteksty. Kontrasty. Konfrontacje

## Pozostali nominowani w poszczególnych edycjach[11]
2002
- Literatura: Lesław Bartelski za książkę Termopile literackie. Polska 1939–1945, Instytut Wydawniczy “PAX” | Aleksander Nawrocki za III-tomową antologię zawierającą wybór utworów 274 poetów polskich z różnych epok pt. Poezja Polska – Antologia Tysiąclecia, IBIS
- Sztuki Plastyczne: Małgorzata Dimitruk za litografie Przeszłość | Jerzy Kalina i Janusz Pulnar za koncepcję i realizację wystawy Promethidion C.K. Norwid w Muzeum im. J. Malczewskiego w Radomiu, otwartej w 2001 r.
- Teatr: Ignacy Gogolewski za role Laurentego w sztuce Na czworakach, Hrabiego Szarama w Operetce oraz Eurypidesa w Żabach | Jarosław Kilian za reżyserię spektaklu Przygody Sindbada Żeglarza Bolesława Leśmiana, wystawionego w Teatrze Polskim w 2002 r.
- Muzyka: Olga Pasiecznik za rolę Almireny w Rinaldzie Händla (2001 r.) i rolę Tatiany w Eugeniuszu Onieginie Piotra Czajkowskiego (2002 r.) – obie wystawione w Warszawskiej Operze Kameralnej | Zbigniew Rudziński za swoje najnowsze dzieło operowe – Antygonę, wystawioną przez zespół Warszawskiej Opery Kameralnej w 2001 r.

2003
- Literatura: Zygmunt Kubiak za książkę Dzieje Greków i Rzymian, wyd. Świat Książki | Bohdan Urbankowski za książkę Adam Mickiewicz. Tajemnice wiary, miłości i śmierci
- Sztuki Plastyczne: Jerzy Grabowski za prezentację grafik w Galerii Lufcik | Leon Tarasewicz za wystawę w Centrum Sztuki Współczesnej w Zamku Ujazdowskim
- Teatr: Ignacy Gogolewski za role teatralne w sztukach Na czworakach, Operetka, Ostatni | Agnieszka Glińska za reżyserię Wiśniowego Sadu Antoniego Czechowa
- Muzyka: Maciej Małecki za Nie-Boską Symfonię na motywach Nie-Boskiej komedii Zygmunta Krasińskiego, premiera 6 października 2002 r. | Władysław Kłosiewicz za przygotowanie i prowadzenie muzyczne oper barokowych w Warszawskiej Operze Kameralnej

2004
- Literatura: Julia Hartwig za książkę Mówiąc nie tylko do siebie. Poematy prozą, Wyd. Sic! | Józef Hen za książkę Mój przyjaciel król, wyd. Iskry | Andrzej Zaniewski za tom wierszy Królowie pójdą za tobą, wyd. Ibis
- Sztuki Plastyczne: Mirosław Gryń za wystawę: Mirosław Gryń. Rysunki prasowe, Muzeum Karykatury w Warszawie | Stanisław Rodziński za wystawę malarstwa Świadectwo Obrazu prezentowaną w Galerii Studio w Warszawie
- Teatr: Wojciech Krukowski za scenariusz i reżyserię spektaklu Jak śnimy, że żyliśmy. Tylko jedną godzinę | Grzegorz Laszuk za spektakl Prerechodnik/Bauman
- Muzyka: Jerzy Artysz za przygotowanie i wykonanie tytułowej roli w Falstaffie Giuseppe Verdiego, na scenie Warszawskiej Opery Kameralnej | Władysław Kłosiewicz za przygotowanie i prowadzenie muzyczne oper barokowych w Warszawskiej Operze Kameralnej w roku 2003

2005
- Literatura: Henryk Bardijewski za książkę Aria na tysiąc głosów, wyd. Agencja Edytorska „Ezop” | Andrzej Zaniewski za tom wierszy Nagość, wyd. STRON
- Sztuki Plastyczne: Eugeniusz Markowski za wystawę retrospektywną malarstwa Eugeniusza Markowskiego, Galeria Domu Artysty | Andrzej Węcławski za indywidualną wystawę grafiki pt.: Archiwum Rzeczy Pierwszych, Galeria Lufcik
- Teatr: Janusz Gajos za role: Willy’ego Lomana w przedstawieniu Śmierć komiwojażera, w reżyserii Kazimierza Kutza i Księdza Kubali w przedstawieniu Narty Ojca Świętego, w reżyserii Piotra Cieplaka | Irena Jun za wybitną rolę w monodramie Biesiada u hrabiny Kotłubaj Witolda Gombrowicza
- Muzyka: Włodzimierz Kotoński za Madrygały polskie na sopran, lutnię teorban, arcylutnię i harfę barokową | Jacek Laszczkowski za udział w Odzie do Europy – Sezonie Muzycznym Zjednoczonej Europy w Warszawskiej Operze Kameralnej w: – II Festiwalu G.F. Haendla oraz w Euridice J. Peri – XIV Festiwalu Mozartowskim w Warszawie – V Festiwalu C. Monteverdiego

2006
- Literatura: Janusz Krasiński za książkę Przed agonią, wyd. Acana | Eustachy Rylski za książkę Warunek, wyd. Świat Książki
- Sztuki Plastyczne: Roman Woźniak wraz z zespołem Teatru Academia za IV edycję imprezy plenerowej Sąsiedzi dla sąsiadów
- Teatr: Piotr Cieplak za reżyserię sztuki dla dzieci Amelka, bóbr i król na dachu Tankreda Dorsta w Teatrze Guliwer w Warszawie | Krzysztof Warlikowski za reżyserię przedstawienia Krum Hanocha Levina w Teatrze Rozmaitości w Warszawie
- Muzyka: Tadeusz Wielecki za dzieło „Ławice” na wielką orkiestrę symfoniczną | Antoni Wit za mistrzowską kreację artystyczną – operę „Holender tułacz” Richarda Wagnera

2007
- Literatura: Roman Śliwonik za tom wierszy Dom z wierszy, wyd. Adam Marszałek | Kazimierz Świegocki za książkę Od romantyzmu do postmodernizmu. Wybrane szkice z lat 1970-2003, wyd. PAX
- Sztuki Plastyczne: Józef Wilkoń za wystawę Arka Wilkonia, Zachęta | Roman Woźniak za spektakl Nieustający urok zachodów słońca, Teatr Akademia
- Teatr: Wojciech Kępczyński za reżyserię sztuki Akademia Pana Kleksa, Teatr Muzyczny „Roma” | Stefan Niedziałkowski za reżyserię i choreografię spektaklu Dusioł, Teatr Wielki – Opera Narodowa w Warszawie
- Muzyka: Krzysztof Baculewski za Etiudy na fortepian, powstałe na zamówienie Związku Kompozytorów Polskich z okazji obchodów 60-lecia stowarzyszenia | Stanisław Leszczyński za przygotowanie II Międzynarodowego Festiwalu Muzycznego Chopin i jego Europa

2008
- Literatura: Zbigniew Jerzyna za tom wierszy Zatacza się krąg, wyd. Adam Marszałek | Stefan Jurkowski za tom wierszy Codzienny plac zabaw, wyd. Adam Marszałek
- Sztuki Plastyczne: Ryszard Hunger za indywidualną wystawę Malarstwo, Galeria Studio Centrum Sztuki Studio im. Stanisława Witkiewicza w Warszawie | Grzegorz Moryciński za wystawę Chwile blasku i cienia, Galeria Senatorska w Warszawie
- Teatr: Krystyna Janda za rolę Winnie w spektaklu Szczęśliwe dni w reż. Piotra Cieplaka, Teatr Polonia | Dominika Kluźniak za rolę Pippi Pończoszanki w spektaklu Pippi Pończoszanka w reż. Agnieszki Glińskiej, Teatr Dramatyczny w Warszawie
- Muzyka: Jadwiga Mackiewicz za zorganizowanie 48. sezonu Koncertów dla dzieci w Filharmonii Narodowej | Henryk Wojnarowski za wykonanie muzyczne, przez Chór Filharmonii Narodowej, VII Symfonii Krzysztofa Pendereckiego – Siedem Bram Jerozolimy – wydanej na CD

2009
- Literatura: Jerzy Jedlicki za książkę Błędne koło (1832 – 1864) – II tom Dziejów inteligencji polskiej do roku 1918 oraz redakcję tego III tomowego dzieła, wyd. Instytut Historii PAN | Eugeniusz Kabatc za książkę Czarnoruska kronika trędowatych, wyd. Studio EMKA
- Sztuki Plastyczne: Magdalena Abakanowicz za wystawę Cysterna w Centrum Sztuki Współczesnej Zamek Ujazdowski w Warszawie | Włodzimierz Pawlak za wystawę Autoportret w powidokach, Zachęta Narodowa Galeria Sztuki w Warszawie
- Teatr: Jadwiga Jankowska-Cieślak za rolę Ursulki w spektaklu Trash Story albo sztuka (nie)pamięci w reż. Eweliny Pietrowiak, Teatr Ateneum w Warszawie | Barbara Krafftówna za rolę Anastazji R. w spektaklu Oczy Brigitte Bardot w reż. Macieja Kowalewskiego, Teatr na Woli w Warszawie
- Muzyka: Władysław Kłosiewicz za kierownictwo muzyczne i dyrygenturę opery Georga Friedricha Haendla Giulio Cesare w Warszawskiej Operze Kameralnej oraz nagranie płytowe tego spektaklu, wyd. Fundacja „Pro Musica Camerata” | Tadeusz Wielecki za kompozycję Concerto for Piano and Orchestra

2010
- Literatura: Marcin Wolski za książkę Wallenrod, Narodowe Centrum Kultury | Andrzej Zaniewski za tom poezji O krok dalej… Wiersze nie tylko o Mazowszu, wyd. BURZA
- Sztuki Plastyczne: Jacek Dyrzyński za indywidualną wystawę, galeria ARS LONGA w Milanówku | Antoni Starowieyski za indywidualną wystawę Antoni Starowieyski – malarstwo, galeria aTAK w Warszawie
- Teatr: Jan Englert za rolę Paola w spektaklu T.E.O.R.E.M.A.T., w reż. Grzegorza Jerzyny, Teatr Rozmaitości w Warszawie | Grzegorz Małecki za rolę Edka w przedstawieniu Tango, w reż. Jerzego Jarockiego, Teatr Narodowy w Warszawie
- Muzyka: Władysław Kłosiewicz za kierownictwo muzyczne i dyrygenturę Festiwalu Georga Friedricha Haendla w Warszawskiej Operze Kameralnej | Jacek Urbaniak za premierowe nagranie nowo odkrytego dzieła Sebastiana Fabiana Klonowica Hebdomas, wyd. Uniwersytet Pedagogiczny w Krakowie, Travers

2011
- Literatura: Grzegorz Łatuszyński za książkę W skwarze słońca, w chłodzie nocy. Antologia poezji chorwackiej XX w. – wybór, przekład, posłowie i noty biograficzne, wyd. Oficyna Wydawnicza “Agawa” | Eustachy Rylski za powieść Na grobli, wyd. Świat Książki
- Sztuki Plastyczne: Katarzyna Kozyra za wystawę retrospektywną Katarzyna Kozyra. Casting, Zachęta Narodowa Galeria Sztuki w Warszawie
- Teatr: Wojciech Kępczyński za reżyserię spektaklu Les Miserables, Teatr Muzyczny „Roma” w Warszawie | Ondrej Spišák za reżyserię spektaklu Nasza klasa, Teatr na Woli w Warszawie
- Muzyka: Aleksander Kościów za Gorzkie żale na chór żeński i osiem wiolonczel | Zygmunt Krauze za Polieukta – operę w pięciu aktach, Warszawska Opera Kameralna

2012
- Literatura: Eugeniusz Kabatc za książkę Ostatnie wzgórze Florencji. Opowieść o Stanisławie Brzozowskim, wyd. Studio EMKA | Eugeniusz Tkaczyszyn-Dycki za tom poetycki Imię i znamię, wyd. Biuro Literackie, Wrocław
- Sztuki Plastyczne: Janusz Lewandowski za wystawę malarską, Dom Pracy Twórczej w Radziejowicach | Mieczysław Wasilewski za wystawę Mieczysław Wasilewski-Plakaty, „Café Relaks” w Warszawie
- Teatr: Ewa Dałkowska za rolę Goneryli i Juli w spektaklu Opowieści afrykańskie według Szekspira w reż. Krzysztofa Warlikowskiego, Nowy Teatr w Warszawie | Jarosław Gajewski za rolę Malvolia w spektaklu Wieczór Trzech Króli, w reż. Dana Jemmetta, Teatr Polski w Warszawie
- Muzyka: Łukasz Borowicz za nagrania płytowe muzyki polskiej w wykonaniu Polskiej Orkiestry Radiowej, wydane w 2011 roku | Janusz Olejniczak za płytę z recitalem Chopinowskim Chopin. Mazurki, Walce, Nokturny, Polonezy, Ballada g-moll op.23, wyd. Narodowy Instytut Fryderyka Chopina

2013
- Literatura: Dariusz Suska za tom poetycki Duchy dni, wyd. Biuro Literackie | Krzysztof Varga za powieść Trociny, wyd. Czarne
- Sztuki Plastyczne: Mirosław Gryń za rysunkowe komentarze w tygodniku Polityka | Hanna Karasińska-Eberhardt za wystawę Modlitwa w Galerii DAP Domu Artysty Plastyka w Warszawie
- Teatr: Grzegorz Małecki za rolę Terry’ego w spektaklu W mrocznym mrocznym domu Neila LaBute’a w reż. Grażyny Kani, Teatr Narodowy w Warszawie | Jerzy Radziwiłowicz za rolę tytułową w spektaklu Natan mędrzec Gottholda Ephraima Lessinga w reż. Natalii Korczakowskiej, Teatr Narodowy w Warszawie
- Muzyka: Janusz Olejniczak za płytę Koncerty – Ravel, Prokofiew, Szostakowicz, z towarzyszeniem orkiestry Sinfonia Varsovia pod dyrekcją Jerzego Maksymiuka, wyd. Sony Music | Grzegorz Zieziula za czterotomową edycję unikalnego egzemplarza pierwodruku partytury Halki Stanisława Moniuszki, wyd. Instytut Sztuki PAN i Stowarzyszenie Liber Pro Arte

2014
- Literatura: Kira Gałczyńska za powieść Jeszcze nie wieczór, wyd. Marginesy | Eustachy Rylski za książkę Obok Julii, wyd. Wielka Litera
- Sztuki Plastyczne: Andrzej Dudziński za zaprojektowanie dla Teatru Współczesnego Współczesne tableau vivat (wersja cyfrowa). Odsłona I | Wojciech Zubala za indywidualną wystawę malarstwa, Galeria Bardzo Biała w Warszawie
- Teatr: Jarosław Gajewski za rolę Papkina w Zemście, Teatr Polski im. Arnolda Szyfmana w Warszawie | Ryszard Peryt za scenariusz i reżyserię spektaklu Odprawa posłów greckich, Teatr Polski im. Arnolda Szyfmana w Warszawie
- Muzyka: Violetta Łabanow-Jastrząb za realizację ogólnopolskiego badania Muzykowanie w Polsce. Badanie podstawowych form aktywności muzycznej Polaków | Maria Pomianowska za serię koncertów w 2013 roku – Roku Lutosławskiego – w mniejszych miejscowościach Mazowsza z muzyką Witolda Lutosławskiego w oryginalnych opracowaniach na instrumenty ludowe, w ramach X edycji cyklu „Mazowsze w Koronie”

2015
- Literatura: Marek Ławrynowicz za powieść Patriotów 41, wyd. Zysk i S-ka | Eugeniusz Tkaczyszyn-Dycki za zbiór wierszy Kochanka Norwida, wyd. Biuro Literackie
- Sztuki Plastyczne: Edward Dwurnik za obrazy Warszawa | Bogusław Lustyk za instalację na Krakowskim Przedmieściu w Warszawie – dziś idę walczyć Mamo, dla uczczenia 75. rocznicy Powstania Warszawskiego
- Teatr: Irena Jun za przygotowanie i reżyserię spektaklu Oniegin, Teatr Studio w Warszawie | Maciej Łubieński i Michał Walczak za kabaret Pożar w Burdelu
- Muzyka: Violetta Łabanow-Jastrząb za akcję Labirynt, jej ogólnopolską część, czyli Minutową Piosenkę Klasową, która stała się istotnym elementem integracji środowisk nauczycieli, dzieci i rodziców wokół muzyki i muzykowania w szkołach w całej Polsce | Janusz Prusinowski za twórcze przywracanie ludowej tradycji muzykowania, tańca i śpiewu poprzez koncerty, festiwale i warsztaty dla dorosłych i dzieci w Roku Kolberga 2014

2016
- Literatura: Maciej Hen za powieść Solfatara, wyd. W.A.B. | Piotr Milewski za powieść Z cukru był król, wyd. Kosmos Kosmos
- Sztuki Plastyczne: Marta Dziewańska za wystawę Andrzej Wróblewski Recto/Verso 1948–1949, 1956–1957, Muzeum Sztuki Nowoczesnej w Warszawie | Dorota Grynczel za wystawę Malarstwo olejne, tkanina unikatowa, rysunek, akwarela, Galeria Test w Warszawie
- Teatr: Cezary Domagała za musicale O dwóch takich co ukradli Księżyc i Alicja w Krainie Czarów, Teatr Muzyczny „Roma” w Warszawie | Maja Ostaszewska za rolę Odetty de Crecy we Francuzach, Nowy Teatr w Warszawie
- Muzyka: Anna Radziejewska za I Festiwal Oper Barokowych w Warszawie | Adam Strug i Kwadrofonik za płytę Requiem ludowe, wyd. Polskie Radio/NINA

2017
- Literatura: Marek Ławrynowicz za książkę Mundur, wyd. Zysk i S-ka | Krzysztof Varga za zbiór esejów Langosz w Jurcie, wyd. Czarne
- Sztuki Plastyczne: Dorota Grynczel za wystawę Tkanina, Galeria Test w Warszawie | Artur Tanikowski za zorganizowanie wystawy Frank Stella i synagogi dawnej Polski, Muzeum Historii Żydów Polskich POLIN w Warszawie
- Teatr: Krzysztof Szczepaniak za rolę Mistrza Ceremonii w spektaklu Cabaret, Teatr Dramatyczny m.st. Warszawy | Maciej Łubieński i Michał Walczak za kabarety Herosi transformacji i miecz Chrobrego oraz Dziewczyny z marszu niepodległości
- Muzyka: Maria Pomianowska za płyty Stwórco łaskawy i The Voice of suka | Maciej Janicki za program edukacyjny Muzeum Chopina i wzbogacenie zasobów Muzeum Fryderyka Chopina w Warszawie

2018
- Literatura: Maria Bigoszewska za tom poetycki Wołam cię po imieniu, wyd. Forma | Paweł Sołtys za zbiór opowiadań Mikrotyki, wyd. Czarne
- Sztuki Plastyczne: Antoni Fałat za obraz Europa, wystawa sztuki polskiej w Parlamencie Europejskim oraz w Galerii Katarzyny Napiórkowskiej w Brukseli | Andrzej Kalina za wystawę moja POLSKA podróż, Galeria DAP w Warszawie
- Teatr: Grzegorz Laszuk za przedstawienia Siedem pieśni o awangardzie | Iwan Wyrypajew za inscenizację spektaklu Wujaszek Wania, Teatr Polski w Warszawie
- Muzyka: Michał Klubiński za książkę Bohdan Wodiczko. Dyrygent wobec nowoczesnej kultury muzycznej, wyd. UNIVERSITAS | Lilianna Stawarz za kierownictwo muzyczne opery Farnace Antonia Vivaldiego, Teatr Stanisławowski w Łazienkach Królewskich w Warszawie

2019
- Literatura: Katarzyna Pochmara-Balcer za powieść Lekcje kwitnienia, wyd. Nisza | Adrian Sinkowski za tomik Atropina, Biblioteka „Toposu”
- Sztuki Plastyczne: Krzysztof Ćwiertniewski za wystawę Obrazy Dynamiczne, Galeria Młodych Twórców „Łazienkowska” | Franciszek Maśluszczak za kolekcję obrazów Obrazy i rysunki
- Teatr: Grzegorz Damięcki za rolę Hannesa Kurmanna w spektaklu Gra w życie Maxa Frischa, Teatr Ateneum w Warszawie | Andrzej Seweryn za rolę Witolda Gombrowicza w sztuce Deprawator Macieja Wojtyszki, Teatr Polski w Warszawie
- Muzyka: Wioleta Fijałkowska za nagranie programu Szlakiem Kolberga | Leszek Lorent za prawykonania utworów dziewięciu kompozytorów polskich w roku 2018

2020
- Literatura: Paweł Sołtys za zbiór opowiadań Nieradość, wyd. Czarne | Filip Springer za książkę Dwunaste: Nie myśl, że uciekniesz, wyd. Czarne
- Sztuki Plastyczne: Andrzej J. Jaroszewicz za wystawę retrospektywną fotografii Między lustrami, Ney Gallery & Prints w Warszawie | Rafał Olbiński za scenografię do spektaklu Czarodziejski flet, Warszawska Opera Kameralna
- Teatr: Gabriela Muskała za rolę Felicji w sztuce Jak być kochaną według Kazimierza Brandysa, Teatr Narodowy w Warszawie | Krzysztof Szczepaniak za rolę Hamleta w spektaklu Hamlet, Teatr Dramatyczny m.st. Warszawy
- Muzyka: Marta Boberska za partie Muzyki i Eurydyki w premierze Orfeusza Claudia Monteverdiego, Polska Opera Królewska | Paweł Łukaszewski za skomponowanie dzieła Ascensio Domini

2021
- Literatura: Joanna Bator za powieść Gorzko, gorzko, wyd. Znak | Piotr Bratkowski za powieść Mieszkam w domu, w którym wszyscy umarli, wyd. Wielka Litera
- Sztuki Plastyczne: Janusz Fogler za wystawę Powrót do ogrodu, Ney Gallery & Prints w Warszawie | Piotr Welk za wystawę Autoportret, Galeria Sztuki na Prostej w Jabłonnie
- Teatr: Wojciech Faruga za reżyserię spektaklu Matka Joanna od Aniołów, Teatr Narodowy w Warszawie | Modest Ruciński za rolę Cervantesa/Alonsa Kichana/Don Kichota w spektaklu Człowiek z La Manchy, Teatr Dramatyczny m.st. Warszawy
- Muzyka: Klaudiusz Baran za płytę CD Ignacy Zalewski Accordion Works, wyd. Chopin University Press | Andrzej Bauer za interpretację Koncertu na wiolonczelę i orkiestrę Witolda Lutosławskiego, wydane na płycie CD Cello concertos/ Schumann, Czajkowski, Lutosławski, Narodowy Instytut Fryderyka Chopina

2022
- Literatura: Michał Cichy za książkę Do syta, Społeczny Instytut Wydawniczy „Znak” | Piotr Stankiewicz za książkę Pamiętam, Grupa Wydawnicza Relacja
- Sztuki Plastyczne: Jan Gostyński za wystawę Nie/ludzie, Strefa Elektro Mazowieckiego Instytutu Kultury w Warszawie | Maciej Januszewski za wystawę Człowiek o bardzo czułych kolcach, Galeria Sztuki Współczesnej „Oranżeria” w Pałacu w Jabłonnie
- Teatr: Katarzyna Herman za rolę Matki w spektaklu Kruk z Tower, Teatr Dramatyczny m.st. Warszawy | Michał Znaniecki za reżyserię opery Don Giovanni, 30. Festiwal Mozartowski w Warszawie, Warszawska Opera Kameralna
- Muzyka: Beata Klatka za inicjatywę inscenizowanego koncertu W ogrodzie w reżyserii Ewy Rucińskiej w Teatrze Wielkim – Operze Narodowej w Warszawie, działalność Akademii Operowej i przygotowanie Międzynarodowego Konkursu Wokalnego im. Stanisława Moniuszki w czasie pandemii | Ewa Rucińska za reżyserię, koncepcję i współautorstwo scenariusza koncertu Norwidowskie Theatrum Mundi, Teatr Wielki – Opera Narodowa w Warszawie

2023
- Literatura: Małgorzata Sokorska za książkę Upadł Buk, Wydawnictwo Austeria | Andrzej Zieniewicz za tom esejów Sceny biografii. Ja pisarskie w pamięci autobiograficznej, Dom Wydawniczy Elipsa
- Sztuki Plastyczne: Antoni Fałat za wystawę Antoni Fałat – malarstwo, Galeria Sztuki Katarzyny Napiórkowskiej w Warszawie | Adam Styka za wystawę w Galerii Opera w Warszawie
- Teatr: Agata Kulesza za rolę Anny w przedstawieniu To wiem na pewno, Teatr Ateneum im. Stefana Jaracza w Warszawie | Anna Seniuk za rolę w monodramie Życie Pani Pomsel, Teatr Polonia w Warszawie
- Muzyka: Olga Pasiecznik za nagranie płyty Stanisław Moniuszko. Pieśni, Narodowy Instytut Fryderyka Chopina | Jolanta Pszczółkowska-Pawlik za dyrekcję artystyczną Festiwalu „Moniuszko na Trakcie Królewskim”

2024
- Literatura: Robert Papieski za książkę Oblicza Iwaszkiewicza, Wydawnictwo Akademickie SEDNO | Marek Wawrzkiewicz za tom wspomnień i esejów Nie minęło, Wydawnictwo Autorskie Andrzej Dębkowski
- Sztuki Plastyczne: Agata Skwarczyńska za projekt Lekcja anatomii – rekonfiguracja, sala teatralna Cricoteki | Teresa Starzec za wystawę Oczka się gubią, ale do oczek zawsze można wrócić w Galerii Sztuki Współczesnej Muzeum Północno-Mazowieckiego w Łomży
- Teatr: Marcin Hycnar za kreację aktorską w monodramie Pogo Jakuba Sieczki w adaptacji i reżyserii Kingi Dębskiej w Teatrze POLONIA w Warszawie | Maksymilian Rogacki za reżyserię spektaklu Przygody Koziołka Matołka w Teatrze Polskim im. Arnolda Szyfmana w Warszawie
- Muzyka: Beata Bolesławska-Lewandowska za kluczową rolę w doprowadzeniu do przekazania przez rodzinę Andrzeja Panufnika jego archiwum Gabinetowi Zbiorów Muzycznych Biblioteki UW, w tym w usystematyzowaniu, skatalogowaniu i opracowaniu cennego zbioru | Tomasz Ritter za płytę NIFCCD 146 Lessel, Haydn, Vorisek, Beethoven, Chopin oraz za wykonanie III koncertu fortepianowego c-moll op. 37 Ludwiga van Beethovena z {oh!} Orkiestrą pod dyrekcją Vaclava Luksa w Filharmonii Narodowej 5 października 2023 r. na koncercie inauguracyjnym II Międzynarodowego Konkursu Chopinowskiego na Instrumentach Historycznych

2025
- Literatura: Jakub Benedyczak za reportaż Oddział chorych na Rosję. Opowieść o Rosjanach czasów putinizmu, Wydawnictwo Znak Literanova | Maria Poprzęcka za książkę Śmierć przed obrazem. O sztuce, starości i znikaniu, Wydawnictwo słowo/obraz terytoria | Justyna Sobolewska za biografię Jadwiga. Opowieść o Stańczakowej, Wydawnictwo Znak
- Sztuki Plastyczne: Mariusz Filipowicz za wystawę Numbers, prezentowaną w A_Galerii przy Uniwersytecie Przyrodniczym w Siedlcach | Marek Szymański za wystawę prac fotograficznych Artysta i dzieło, dostępną w Galerii na Smolnej Domu Kultury Śródmieście w Warszawie | Józef Wilkoń za wystawę Józef Wilkoń. Białe złoto, która gościła w Van Rij Gallery w Ćmielowie
- Teatr: Szymon Kuśmider za rolę Falstaffa w spektaklu Historia Henryka IV Williama Shakespeare’a w reżyserii Ivana Alexandre’a, wystawianym w Teatrze Polskim im. Arnolda Szyfmana w Warszawie | Marianna Linde za rolę studentki w spektaklu Antygona w Molenbeek Stefana Hertmansa w reżyserii Anny Smolar prezentowanym w Teatrze Dramatycznym im. Gustawa Holoubka w Warszawie | Agnieszka Przepiórska za jej monodram Ocalone na podstawie tekstu Piotra Rowickiego w reżyserii Mai Kleczewskiej, producentem spektaklu był Dom Spotkań z Historią w Warszawie
- Muzyka: Łukasz Borowicz za płytę Grażyna Bacewicz, Complete Symphonic Works Vol. 3 – Symphony No. 1, Concerto for Orchestra, Partita, Uwertura polska (CPO 555 661-2) | Mikołaj Hertel za musical Dzikie łabędzie, prezentowany w Teatrze Muzycznym im. Jana Kiepury w Warszawie | Małgorzata Sarbak za interpretację i wykonanie utworów Pawła Szymańskiego podczas koncertu Przełom. Jubileusz Pawła Szymańskiego w Teatrze Nowym w Warszawie